# Cladonia divaricata
Cladonia divaricata är en lavart som beskrevs av Nyl. Cladonia divaricata ingår i släktet Cladonia och familjen Cladoniaceae.   Inga underarter finns listade i Catalogue of Life.